# Байгльбёк, Вильгельм
Вильгельм Франц Йозеф Байгльбёк (Бейгльбёк, нем. Wilhelm Franz Josef Beiglböck; 10 октября 1905, Хохнойкирхен-Гшайдт, Винер-Нойштадт — 22 ноября 1963, Букстехуде, Нижняя Саксония) — австрийский врач-терапевт, врач Люфтваффе во время Второй мировой войны.
Совместно с Гансом Эппингером участвовал в экспериментах над людьми в концентрационном лагере Дахау. В ходе этих экспериментов изучалось влияние морской воды на людей.
Байгльбёк был приговорён на Нюрнбергском процессе над врачами к 15 годам заключения. 31 января 1951 года срок был снижен до 10 лет. 15 декабря 1951 года освобождён досрочно.

## Биография
Байгльбёк учился в гимназии в Мельке, медицину изучал в Венском университете. По окончании университета вначале работал ассистентом III медицинской университетской клинике в Вене под руководством профессора Хвостека, а впоследствии в I медицинской университетской клинике под руководством Ганса Эппингера младшего.
В 1940 году он стал старшим врачом (Oberarzt) в отделении профессора Эппингера. С мая 1941 года Байгльбёк работал врачом штаба люфтваффе. В 1944 году назначен профессором Венского университета.
С 1933 года состоял в NSDAP, а в 1934 году и в СА, где дослужился до звания оберштурмбанфюрера.

## Преступления
В отличие от других экспериментов нацистов над людьми, опыты Байгльбёка не привели к смертельным исходам.
Предпосылкой экспериментов Байгльбёка послужил спор между нацистскими учёными, относительно поставленной перед ними военной задачи. Предполагалось, что попавший с одновременно катапультируемой надувной лодкой, в море пилот сбитого самолёта будет длительное время испытывать недостаток питьевой воды. Конрад Шефер (ещё один обвиняемый на нюрнбергском процессе над врачами) предлагал десалинацию морской воды с помощью различных химикатов, в то время как другие нацистские учёные отстаивали идею добавления в солёную морскую воду большого количества витамина С (т. н. Берка-вода), что сделает её пригодной для питья. Спор между двумя группами учёных привёл к тому, что оба положения решили проверить на заключённых. Одним из экспериментаторов был Вильгельм Байгльбёк. Через Вольфрама Зиверса был связан с Институтом научных исследований целевого военного значения Аненербе.
Серия испытаний на пригодность морской воды для питья длилась около шести недель. В результате экспериментов жертвы экспериментов испытывали голод и жажду. Следствием этого были тревога, нервозность, состояния возбуждения, истерики, физическая слабость и даже потеря сознания и апатия. Некоторые из жертв часами корчились и кричали от боли.

## Нюрнбергский процесс над врачами
Нюрнбергский процесс над врачами проходил с 9 декабря 1946 по 20 августа 1947 года. Этот процесс был первым в череде двенадцати последующих Нюрнбергских процессов. Официально он назывался «США против Карла Брандта» и проходил во дворце правосудия Нюрнберга. Вильгельм Байгльбёк был одним из обвиняемых.
Он был осуждён по II и III пунктам обвинения (преступления против человечности и участие в военных преступлениях) и осуждён на 15 лет. 31 января 1951 года срок был снижен до 10 лет. 15 декабря 1951 года освобождён досрочно.

## После освобождения
Немецкое общество терапевтов приложило значительные усилия для реабилитации Байгльбёка и даже создало экспертную комиссию, которая подтвердила отсутствие смертельных случаев в ходе его опытов.
После выхода из тюрьмы работал по специальности, вначале во Фрайбурге под руководством Людвига Хайльмайера, а затем с 1952 года заведующим отделения терапии в Букстенхуде.